# Tauern Autobahn
Autostrada A10 (niem. Autobahn A10), znana także jako niem. Tauernautobahn (autostrada Taurów) – autostrada w Austrii. 
Autostrada A10 jest jedną z głównych autostrad Austrii na linii północ - południe, prowadzi z Salzburga do Villach. Jej nazwa pochodzi od nazwy masywu Wysokich Taurów, przez które przebiega.
24 km trasy (cała trasa liczy 192 km) prowadzi przez 12 tuneli, z których najbardziej znane to tunel pod Taurami oraz tunel Katschberg. Obydwa wymienione tunele przez długi czas były pojedyncze (jednojezdniowe) i w związku z tym nie spełniały aktualnych norm bezpieczeństwa dla tuneli autostradowych. Na przełomie 2005/2006 rozpoczęły się prace budowlane przy drugich nitkach, które zostały ukończone ok. 2010 roku. Przejazd tymi tunelami jest płatny. Punkt Poboru Opłat znajduje się w pobliżu miejscowości Sankt Michael im Lungau pomiędzy tymi tunelami.
Wszystkie pozostałe tunele na autostradzie posiadają dwie oddzielne nitki i przejazd przez nie nie wymaga dodatkowych opłat.
Budowę autostrady rozpoczęto w 1939 roku w dwóch miejscach - koło Salzburga i koło Spittal an der Drau. Całą trasę autostrady zaplanowano w latach 1938-1942. Budowę przerwano w 1942 roku.
W związku z rozwojem technologii budowy tuneli i autostrad w 1958 roku rozpoczęto prace nad nowymi planami autostrady. W 1968 roku autostrada znalazła się na oficjalnej liście autostrad. W 1974 roku oddano do użytku odcinek północny (do tunelu Katschberg), a w 1980 roku odcinek południowy.
Dzisiaj autostrada A10 jest obok A9 i A13 jednym z najważniejszych połączeń północ-południe przez Alpy.
Most Kremsbrücke/Pressingberg zbudowany w 1978-1980 w ciągu autostrady A10 w pobliżu Kremsbrücke jest najdłuższym mostem w Austrii. Ma długość 2 607 m, wysokość filarów 84 m. Most przechodzi 130 m nad doliną.
W związku z trwającą w Austrii debatą nad zmianą dopuszczalnych prędkości na autostradach, w celach testowych na 19 km fragmencie autostrady A10 od Spittal an der Drau do Paternion od 2 maja 2006 do 30 czerwca 2006 obowiązywało ograniczenie prędkości do 160 km/h dla samochodów osobowych.

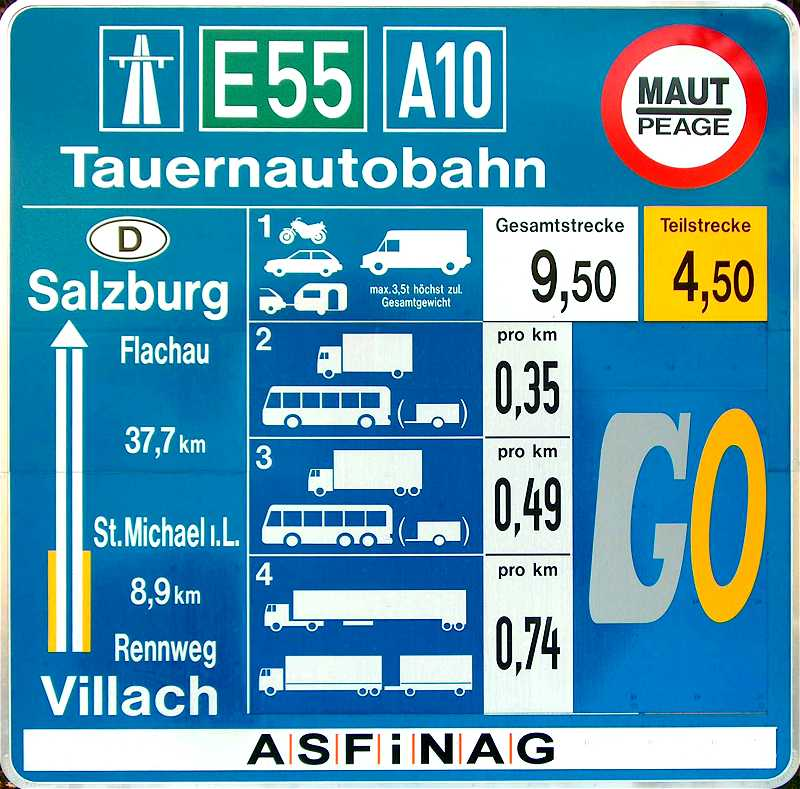
Tablica informująca o opłatach za przejazd przez tunele

## Trasy europejskie
Arteria obecnie znajduje się w ciągu dwóch trasy europejskich – E55 oraz w południowej części E66. Do połowy lat 80. częściowo pokrwyała się z drogą międzynarodową E14.

### Współczesne
| Trasa europejska | Przebieg                                                                   |
| ---------------- | -------------------------------------------------------------------------- |
| E55              | (0) Knoten Salzburg – (182) Knoten Villach                                 |
| E66              | (139) Knoten Spittal/Millstätter See (łącznica A10) – (182) Knoten Villach |

### Historyczne
| Trasa europejska | Przebieg                    |
| ---------------- | --------------------------- |
| E14              | Salzburg – Golling – Werfen |